# La Celle-sur-Morin
La Celle-sur-Morin település Franciaországban, Seine-et-Marne megyében. Lakosainak száma 1246 fő (2022. január 1.). La Celle-sur-Morin Pommeuse, Faremoutiers, Guérard és Hautefeuille községekkel határos.

## Népesség
A település népességének változása:
| Lakosok száma | 1290 | 1323 | 1334 | 1313 | 1284 | 1267 | 1251 | 1251 | 1246 |
|               | 2013 | 2015 | 2016 | 2017 | 2018 | 2019 | 2020 | 2021 | 2022 |